# (4325) Guest
(4325) Guest – planetoida z pasa głównego asteroid okrążająca Słońce w ciągu 4,56 lat w średniej odległości 2,75 j.a. Odkrył ją 18 kwietnia 1982 roku Edward Bowell w Stacji Anderson Mesa należącej do Lowell Observatory. Nazwa planetoidy pochodzi od Johna E. Guesta – wykładowcy nauk planetarnych na University College London, kolegi odkrywcy.